# Marian Seldes
Marian Seldes (Nueva York, 23 de agosto de 1928-Nueva York, 6 de octubre de 2014) fue una primera actriz de teatro estadounidense cuya carrera abarcó también el cine, la televisión y la radio. Trabajó en teatro más de seis décadas y en 1995 fue elegida para el American Hall of Fame.

## Biografía
Hija de Alice Wadhams Hall y del escritor y editor Gilbert Seldes, nació y creció en Manhattan en una familia de clase alta relacionada con las artes y las letras.
Estudió en el Neighborhood Playhouse con Sanford Meisner y Martha Graham, perfeccionándose con Katharine Cornell, con quien trabajó en"That Lady" en 1949-50.
Debutó en 1948 en Broadway en Medea (protagonizada por Judith Anderson) y fue considerada como la musa de Edward Albee, ganando su primer Tony por Delicado equilibrio en 1967.
Ganó cinco nominaciones al Premio Tony y batió el récord de permanencia con 1809 representaciones de Deathtrap de Ira Levin en Broadway.
En 2010 recibió un Premio Tony honorífico a su trayectoria y su último trabajo en Broadway fue Deuce de Terrence McNally junto a Angela Lansbury.
Enseñó teatro en la Juilliard entre 1967 y 1991 y entre sus alumnos se contaron Christopher Reeve, Robin Williams, Kelsey Grammer, Kevin Kline, William Hurt y Patti LuPone.
Tuvo una hija Katherine de su primer matrimonio con Julian Claman casados entre 1953-1961. Se volvió a casar, con el escritor Garson Kanin en 1990 hasta su fallecimiento en 1999.

### Teatro
- The Chalk Garden (1955)
- The Milk Train Doesn't Stop Here Anymore (1964)
- Tiny Alice (1964)
- A Delicate Balance (1966)
- Mercy Street (1969)
- Equus (1974)
- Deathtrap (1978)
- Painting Churches (1983)
- Three Tall Women (1993)
- Ivanov (1998)
- The Play About the Baby (2001)
- 45 Seconds from Broadway (2001)
- Dinner at Eight (2003)
- Deuce (2007)
- La fille du régiment (2008)

### Filmes
- The Light in the Forest (1958)
- The Greatest Story Ever Told (1965)
- Fingers (1978)
- The Gun in Betty Lou's Handbag (1992)
- Truman (1995)
- Tom and Huck (1995)
- Affliction (1997)
- Home Alone 3 (1997)
- Digging to China (1998)
- The Haunting (1999)
- If These Walls Could Talk 2 (2000)
- Duets (2000)
- Mona Lisa Smile (2003)
- August Rush (2007)
- The Visitor (2007)
- Leatherheads (2008)
- The Extra Man (2010)

### Televisión
- Design for Loving, episodio de la serie Alfred Hitchcock Presents (1958)

### Discografía
- The Roan Stallion - Robinson Jeffers (1963)
- The Making of Americans - Gertrude Stein (1963)